# Lon L. Fuller
Lon Luvois Fuller (15. června 1902 Hereford - 8. dubna 1978 Mnichov) byl americký filosof práva, dlouholetý profesor Harvardovy univerzity, kritik právního positivismu a zastánce teorie přirozeného práva.

## Život
V kontextu amerického práva jsou významné jeho práce o jurisprudenci a smluvním právu. Jeho debata s britským právním filosofem H. L. A. Hartem na stránkách Harvard Law Review z roku 1958 hrála klíčovou roli při definování podoby moderního konfliktu mezi právním pozitivismem a teorií přirozeného práva. Ve své široce diskutované knize Morálka práva (1964) Fuller tvrdí, že všechny právní systémy obsahují „vnitřní morálku“, která jednotlivcům ukládá předpokládaný závazek poslušnosti.

## Dílo
- Morálka práva (The Morality of Law), 1964 (česky OIKOYMENH, Praha 1998)